# Tanacu
Tanacu – wieś w Rumunii, w okręgu Vaslui, w gminie Tanacu. W 2011 roku liczyła 1668 mieszkańców.